# 虛舟事件

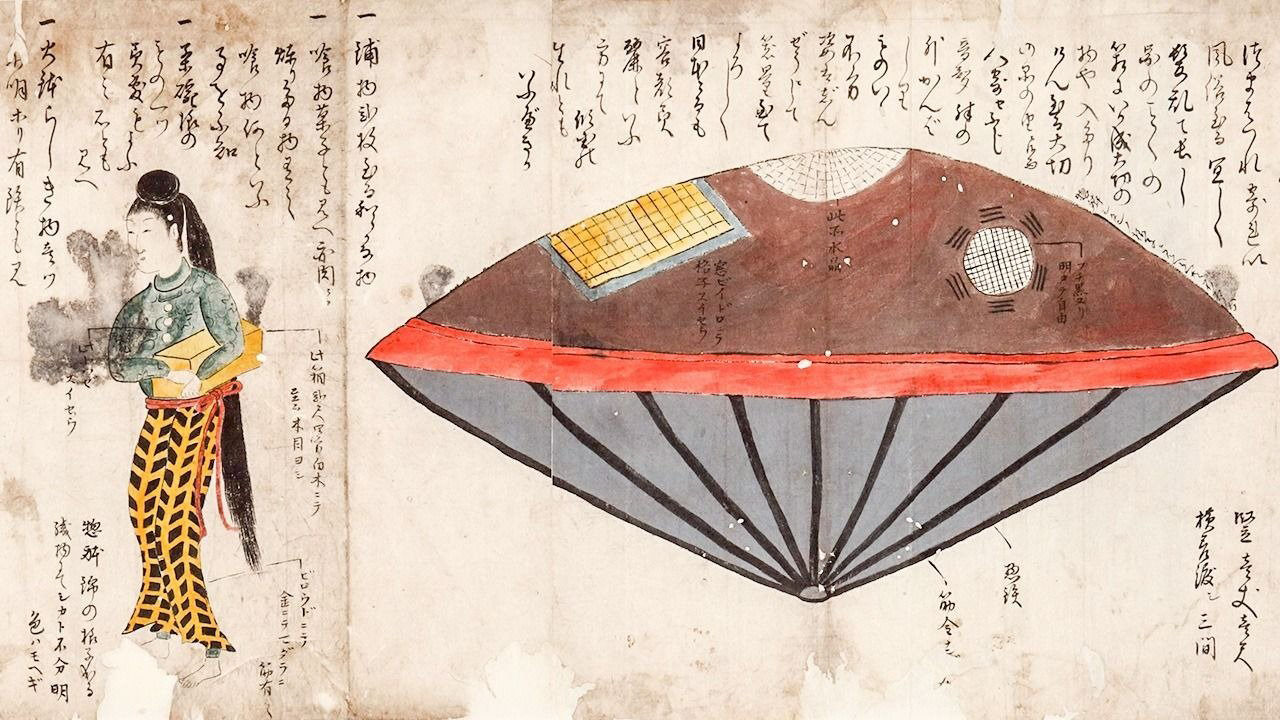
在《漂流紀集》中所描繪的虚舟。(作者不詳)

虚舟（日语：／ Utsuro bune ?）亦稱鯙舟、空穂舟、箱舟，是一艘虛構的船，據稱於享和3年（西元1803年）在日本東海岸常陸國被沖上岸。相傳在1803年2月22日，一艘來歷不明圓錐形謎樣般的空心船漂流至海邊，該船裡面出現一位女性，講著沒人聽懂的異國語言、手持神秘的盒子。
某些不明飛行物學家聲稱這個故事是與外星生命近距離接觸的證據。但包括歷史學家、民族學家和物理學家，如田中一夫和柳田國男在內的學者則舉出眾多考據，認為這只是一種時代產物的民間編撰故事，將虛舟視為民間傳說的一部分。

## 概要
虛舟最著名的案例是在享和3年（1803年）於常陸國發生的事件，但除此之外還有其他記錄，包括在寬政8年（1796年）在加賀國見屋、元祿12年（1681年）在尾張國熱田沖、越後國今町、以及正德_(日本)年間在伊予國日振島、明治16年（1883年）在神戶沖等地，對於該傳說的提及，可以在四個文本中找到：
- 《鶯宿雜記》：由駒井乗邨於1815年左右所撰寫。
- 《兔園小說（日语：兎園会）》：由曲亭馬琴於1825年匯編而成。手稿目前陳列於奈良縣天理市天理大學附屬天理圖書館（日语：天理大学附属天理図書館）、昭和女子大學圖書館等地[4]。
- 《漂流紀集》：於1835年所撰寫，作者不詳。手稿現今陳列在愛知縣西尾市西尾市岩瀨文庫（英语：西尾市岩瀬文庫）。[5]
- 《梅之塵》：由長橋亦次郎於1844年所著。手稿現今陳列在東京都町田市無窮會専門圖書館。

在四個文本當中，『兔園小說』包含了最詳盡的版本。

## 傳說

### 兔園小說版本

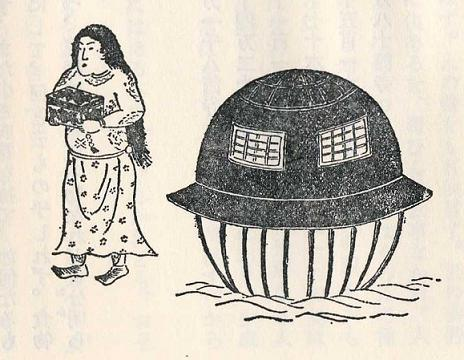
虚舟與女性的形象。

根據《兔園小說》的「虛舟的蠻女」詳細記載，1803年2月22日，日本常陸國（今茨城縣）原宿濱（はらやどり）的漁民發現了一艘漂浮在海上的奇怪船隻。他們將這艘船拖上岸後發現，它高3.30公尺（10.83英尺）、寬5.45公尺（17.88英尺）。外觀為圓陀螺型結構，讓人聯想到香爐。上半部分似乎是由紅色漆塗過的紅木製成，而下半部分則覆蓋著金屬板。船的上半部分有幾個窗戶，是由玻璃或水晶製成，上面有橫杆，並且被某種樹脂阻塞。這艘空船的形狀類似一個木製的米倉。但窗戶完全透明，困惑的漁民向內看去。虛船的內側裝飾著用一種未知語言書寫的文本。奇怪的是，船內的其中一個符號與太極旗的造型相似。漁民在船隻裡找到了一些物品，如兩張毛毯、一瓶裝滿3.6升水的瓶子，以及一些小糕點與肉類食品。
漁民在船裡看到一位年齡推估為18或20歲的年輕女子。據說她的身高是1.5公尺（4.92英尺）。這位女子有著紅色的長髮和眉毛，頭髮被人工的白色接髮拉長，馬尾髮束垂直到腰部。這些接髮可能是由白色的毛皮或薄的白色粉末紋理布料製成。在任何文學作品中都找不到。女子的皮膚呈現非常淺的粉色。穿著一件未知材質的長、光滑的衣服。
這位女子開始說話，但沒有人能理解她的語言導致雙方無法溝通。她似乎也不理解漁民的語言，所以沒有人能問出她的來歷。雖然神秘的女子顯得友善和有禮貌，但她的舉止很奇怪，因為她總是抱著一個由淡色材料製成的正方形盒子，大小約為0.6公尺（24英寸），無論目擊者多麼善意或急迫地詢問，女子都不允許任何人觸摸這個盒子。
村裡的一位老長者提出了一個理論：「這位女子可能是來自異國的公主，原本在自己的家鄉結婚。然而，她卻與一位當地鄉民發生了不倫之事，引起了醜聞，造成情人被處死的結果。公主因受到眾多同情而被驱逐出境，因此逃過了死刑。但在放逐到那艘虛舟上後任由海浪推漂聽天由命。若是如此，正方形的盒子可能包含著女子已故的外遇情夫頭顱。老者以此來解釋串起一切，並表示在過去的日本，也曾有類似的物件和一個女子一起漂流到附近的海灘。在該次事件中，人們也發現一塊釘著頭顱的小木板。
這種將船隻放逐到海上的做法似乎成了一種傳統，村民們認為應該尊重異國的法律並避免招惹麻煩。因此他們決定將這位女子送回虛船，讓她隨波逐流。漁民們商量後重新組裝了虛船，將女子放進去，讓它漂向海洋深處。而另一個版本中，虛船中的女子留在了她降落的地方，並在當地居住直到年老。

### 梅之塵版本

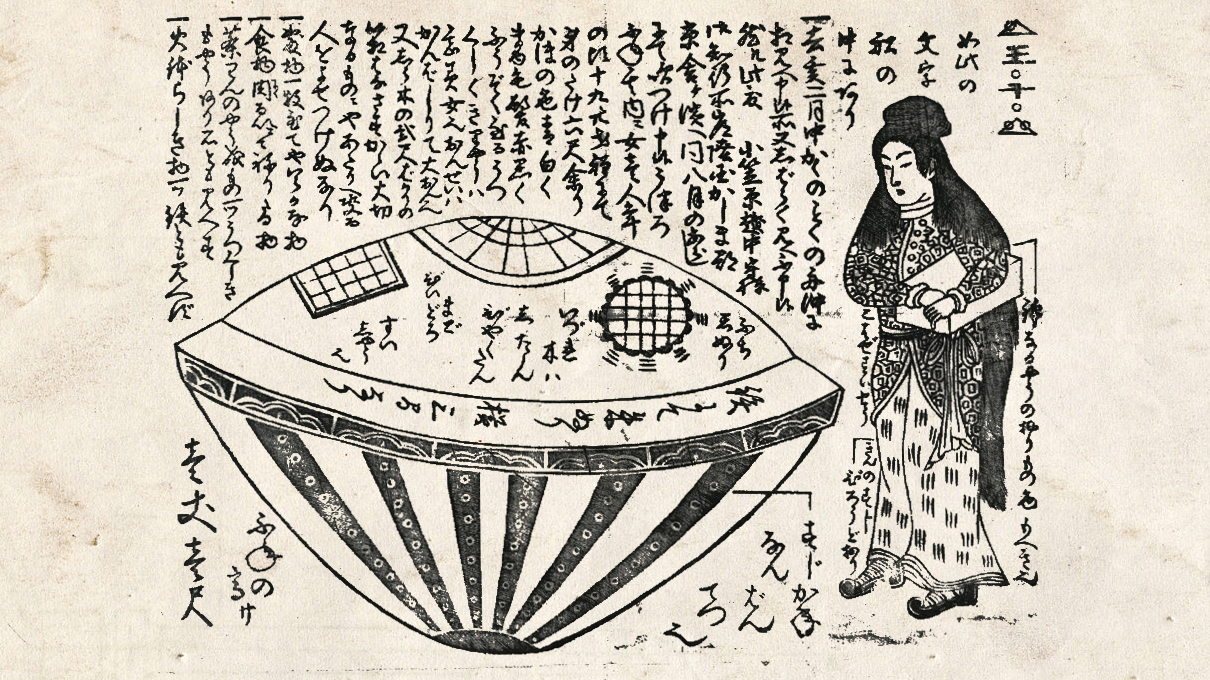
『梅之塵』，長橋亦次郎所繪的虛舟。

在《梅之塵》版本中，1803年3月24日，在常陸國的常陸原舍濱（はらやどり）海灘，一艘奇怪的「船」被沖上岸。它形似一個煮飯用的鍋子，中央有一個加厚的邊緣，塗上黑色油漆，四面各有四個小窗戶。窗戶上被樹脂阻塞，而船的下半部則由銅質板保護，似乎是用最高品質的西方鐵製成。船的高度為3.33米（10.83英尺），寬度為5.41米（17.75英尺）。
船上發現了一位20歲的女子，身高約1.5米（4.92英尺），皮膚雪白如雪，長髮順滑地垂在他的背後。女子穿著一種未知風格的衣物，無法辨認。並使用一種未知語言溝通。手持一個小盒子，任何人都不被允許觸摸。在船上還發現了兩張未知風格和面料的柔軟地毯，以及一些蛋糕、麵食和肉類等供應品。還有一個精美裝飾的杯子，沒有人能夠識別出來這些物品的來源。

### 其他傳說
在日本有幾份提及到虛舟的文件，例如在《弘賢隨筆》中描述了一艘「虛舟」在元禄十一年（西元1698年）5月停靠在豐橋市的情況。文件記載稱：「只有一位女子在船上。她似乎被送回長崎，因為她不懂語言。」，在《鶯宿雜記》也有相關的描述。這些調查始於1844年，並持續到1925年、1962年、2010年和2012年。
田中嘉津夫在2010年和2012年發現兩個罕見描繪虛舟的墨印版，並對其進行了調查。另外，在1977年的文件中，也包含了與《漂流紀集》非常相似的虛船故事內容，儘管事件據稱發生在不同地點：港房州。

### 相關傳說
其他與虛船相關的傳說包括一個日本民間故事，涉及伊予國豪族河野氏的起源。在7世紀，來自興居島的漁夫和氣五郎發現了一艘漂浮在海上的虛船，船上有一位13歲的女孩。他將他帶上岸後，女孩告訴他她是中國皇帝的女兒，被繼母逼迫逃離。漁夫將她取名為「和氣姬」，將他撫養長大。後來，和氣姬嫁給了伊予國的伊予親王，生下了三胞胎，成為河野氏的祖先。這個民間故事的一部分描述了他將第一批蠶絲帶到日本的故事。至今，和氣姬仍受到船越和氣比賣神社的崇拜。
另一個與和氣姬故事相似的傳說是「金色公主」的故事，並分有幾個版本。然而，共同的元素是一個漁夫在海上發現一位漂流的女孩，她解釋說她是「來自印度的公主」。他對漁夫和他的妻子表示感謝，並慷慨地分享了養蠶的秘密。

## 解釋

### 歷史調查
虛舟事件的最初歷史調查，是由曲亭馬琴於1844年進行的。馬琴引用了由金森錦謙撰寫，名為《魯西亞見聞錄》的書籍。這本書描述了俄羅斯的傳統服裝，提到了灑白粉在頭髮上的常見做法。此外，許多俄羅斯女性天生就是紅色頭髮，並且穿著裙子，這一點與虛舟傳說提及到的女性相似。馬琴基於這本書得出結論，認為虛舟事件中的女性可能是俄羅斯人。書中的敘述很可能是基於大黑屋光太夫的經驗。
馬琴也寫了兩本相似的讀物。這些讀物的差異僅在於細微的描述（例如，一本書記載為「2升 [3.6升] 的水」，另一本為「2斗 [36升] 的水」）。此外，他還調查了船內外所發現的異國風格的符號的起源。由於他確信在他寫作之前曾擱淺的英國捕鯨船上有類似的符號，因此他對此深信不疑。馬琴懷疑這位女性可能是俄羅斯、英國，甚至是美國的王女。此外，他對虛舟的畫作感到失望，因為它們顯然與目擊者的描述不完全一致。

### 現代調查
虛舟事件的進一步調查於1925年和1962年由民俗學家和歷史學家柳田國男進行。他指出，圓形船在日本古來並不是稀奇事。虛舟之所以顯得異國風情，是因為它擁有西方風格的玻璃窗和黃銅防護板。柳田還發現，虛舟類似的傳說幾乎都描述了一個共同的情節，即「有人在圓形船中發現了一個奇怪的少女或年輕女性，並將其救出或送回大海」。他指出，在虛舟最早的版本中，它是一艘簡樸的圓形開放式（頂部無覆蓋）木船。並提出假設，即玻璃窗和黃銅板等細節是為了使懷疑者不對簡樸的木船在大洋上的航行能力感到懷疑而增加在傳說中。這使在海上航行時，帶有玻璃窗並由鋼鐵加固的虛舟比起簡樸的木船，更容易幸存下來。
1997年，日本電腦電子工程教授田中嘉津夫（岐阜大學東京分校名譽教授）對原始資料進行了調查。並進行了一個令人驚訝的比較，將虛舟與現代UFO目擊報告做了對比。田中指出，傳說中的虛舟既不會飛行，也沒有自行移動的能力，也沒有不可思議的工程技術。虛舟只是簡單地漂流在海上。並得出結論，虛舟的故事是民間傳說和想像的文學結合。他的假設主要基於柳田在1925年的調查。
田中也發現到虛舟事件的發生場景「原舍濱」、「常陸原舍濱（はらやどり）」實質為架空地點。為了使奇聞更具可信度，這些作者將該海灘設定為大名小笠原長重的領地。雖然這位大名在江戶時代確實存在，但他的領地位於中心地帶，長重與太平洋沿岸的漁民之間並無聯繫。小笠原家族曾為著名的德川幕府效勞，並在1868年之前擁有日本東北地區的權力。他們的主要領地在常陸國，地理位置非常接近東海岸。田中發現，對於被認為重要的這樣的事件，公開文件中完全沒有記錄是一件奇怪的事情。如果有外來者來到這個海灘，當地人應該立即報告才對。
在進一步研究中，田中發現到在江戶時代，地圖的繪製變得相當普遍。然而，在德川和小笠原家族的記錄中並沒有找到「原舎濱」和「常陸原舍濱」這些地名的紀錄。即使在1907年的日本地圖中也無法找到這些地名。這引發了一些關於村莊、城鎮或土地名稱是否會在歷史中有所變化的討論，而這些變化本應該被記錄在文件中，然而事實並非如此。他認為，這樣一個重要的地點竟然在記錄中被遺忘了，實在令人難以置信。同時，值得注意的是，在1824年同時期，有記錄顯示英國捕鯨船曾在日本周邊沿岸出現，試圖偷竊牛群，導致了大津濱事件、寶島事件的發生，這些事件導致幕府發布了對異國船打擊令異国船打払令，要求除荷蘭和中國以外的西歐國家的船隻一經發現，即立即予以攻擊的驅逐行動。
田中和柳田對於被擱淺女性的歐洲風格外觀、虛舟的上部和未知文字達成了共識，即「這一切都是基於江戶時代人們整體上無法與外界接觸、被困在日本內部的歷史因素的基礎上的傳說」。將擱淺的女性描繪成來自西方的風格，並顯示了當時的日本人對於西方（尤其是英國和美國）文化的恐懼。虛舟的故事在某種程度上雖然令人困惑，但同時又具有自我解釋性（因為女子和船隻被送走了，所以沒有人能夠了解她的個性）。此外則指出，在江戶時代，人們共享對於靈異現象，如怪力、鬼火、魂魄和妖怪有著濃厚的興趣，因此對於虛舟這樣的異國船的故事並不特別驚訝。
田中的結論還提到對地名的正確理解可能存在的困難。在現代的書寫中，原舍被讀作「はらしゃ」。但在《兔園小説》中，它被寫作「はらやどり」。在《梅之塵》中，「はらとのはま」被附有振假名。同時，「はらとの」的日本漢字也可以讀作「はらやどり」。在《漂流紀集》中，「原舍濱」的記載應該是「はらとのがはま」是基於錯字的錯誤讀法。這個讀音應該是「はらとのがはま」。因此，所有的書籍實際都描述了同一個地點。田中還指出，「うつろ」一詞意思是「空虛」或「被遺棄」，「うつぼ」則意味着「箭筒」（獵人或射手用來攜帶箭的袋子）。但這兩個詞也有「中空的樹幹」和「神樹的節穴」的含義。詞「ふね」或「ぶね」僅僅意味着「船」，整個詞虛舟等同為「中空的船」的意思。
2014年5月26日，根據《茨城新聞》報導稱，田中在川上仁一持有惡古文字学〈伴家文書〉中，找到有關虚舟怪異故事的記錄，其中提到的地名為常陸原舍濱。這對應於今天位於神栖市波崎町舎利，並且在1801年的海岸測量和伊能忠敬的《大日本沿海輿地全图》中有所提及。

### 不明飛行物
在不明飞行物中，虚舟的傳說被描述為一個有記錄第三類近距離遭遇事件，基於江戶時代的船舶圖畫與20世紀飛碟的描述之間的相似性。一些不明飛行物學家認為虛舟可能是一個未識別的不明潛水物（USO）。他們指出據稱在物體上找到的神秘符號，這些符號經常出現在描繪中。有些人認為這些符號與英國伦德尔舍姆森林事件報告的符號相似。進一步指出，這位女性的箱子、女子的外貌和不尋常的服裝是外星人訪問的證據。

### 民間傳說與文化
根據記述，女性攜帶的箱子拒絕讓任何其他人處理或打開，與流浪巫女和潮來攜帶的「外法箱」有一些相似之處。這些箱子通常包含魔法物品，但也有人認為，在近現代，這些箱子中可能包含人類的頭骨。這與一位目擊者關於箱子內容的推測相吻合，

#### 紅髮
在日本文化中，紅髮被認為與惡魔和來自歐洲的外國人（紅毛人）有關。因此，女性的頭髮被描述為紅色，進一步表明了他的「異類性」。在據說發生此事件的1803年，荷蘭人是唯一被允許進入日本（有限度）的外國人，這意味著荷蘭男性可以訪問該國，但荷蘭女性根據德川幕府的鎖國政策是禁止進入該國的，田中曾推測虚舟可能是一艘歐洲船隻的失事，神秘的女性是一名乘客，并且這個故事與早期的虚舟傳說有關聯。

## 流行文化
在日本漫画和動畫中，密船是一個常見的主題。在2007年電視動畫《物怪》中曾提及海坊主的故事，其中一艘沉沒的虛舟尤為突出。虛舟被描繪一個裝飾過的、密封的、空心的樹幹，裡面有一個被海魔犧牲的年輕女子的屍體。
在《太陽之子》的第三季中，一艘來自沉沒的第三座城市的虛舟最終來到了鹿兒島附近的森林。當它被激活時，它會顯示出一個的女人全息圖，告訴主角下一個要尋找的關鍵物品。動畫影集《吸血姬美夕》的第17集《空虛的船》則是根據虛舟傳說改編的。
2021年，麥肯齊·謝潑德 (Mackenzie Sheppard) 受該事件啟發而執導的一部短片《虛舟》。該片由卡爾·葛魯斯曼主演。

## 展覽
2017年，森美術館舉辦了一場名為「宇宙與藝術」的展覽，參觀者可以觀賞到虛舟的歷史文獻。該場地還與瑞士製造商Sigg合作，為他們創造了禮品，其中一件禮品是以虛舟形狀製成的丼飯碗，當您打開蓋子時，會發現裡面有神秘女性的模型。
2023年，一個關於虛舟的展覽名為「不思議遊戯虛舟」在茨城縣水戶市的常陽市歷史民俗博物館展出。參觀者可以觀賞歷史文獻，以及陶藝家創作的虚舟描繪。

## 另見
- 死魂曲：以虛舟為題材的遊戲